# Kazuhiko Chiba
Kazuhiko Chiba (千葉 和彦 Chiba Kazuhiko?,  Kushiro, Hokkaidō, 21 de junio de 1985) es un futbolista japonés. Juega de defensa y su equipo es el Albirex Niigata de la J1 League de Japón.

## Trayectoria

### Clubes
| Club                | País         | Año       |
| ------------------- | ------------ | --------- |
| AGOVV Apeldoorn     | Países Bajos | 2004-2005 |
| F. C. Dordrecht     | Países Bajos | 2005      |
| Albirex Niigata     | Japón        | 2005-2011 |
| Sanfrecce Hiroshima | Japón        | 2012-2018 |
| Nagoya Grampus      | Japón        | 2019-2020 |
| Albirex Niigata     | Japón        | 2021-     |

### Selección nacional
| Selección | País  | Año       |
| --------- | ----- | --------- |
| Sub-23    | Japón | 2005-2007 |
| Absoluta  | Japón | 2013      |

## Estadísticas

### Clubes
- Actualizado al 14 de marzo de 2025.

| Club | Div.          | Temporada     | Liga  | Liga  | Liga   | Copas nacionales(1) | Copas nacionales(1) | Copas nacionales(1) | Copas internacionales(2) | Copas internacionales(2) | Copas internacionales(2) | Total | Total | Total  | Media goleadora(3) |
| Club | Div.          | Temporada     | Part. | Goles | Asist. | Part.               | Goles               | Asist.              | Part.                    | Goles                    | Asist.                   | Part. | Goles | Asist. | Media goleadora(3) |
| --- | ------------- | ------------- | ----- | ----- | ------ | ------------------- | ------------------- | ------------------- | ------------------------ | ------------------------ | ------------------------ | ----- | ----- | ------ | ------------------ |
| AGOVV Apeldoorn · Países Bajos | 2.ª           | 2003-04       | 0     | 0     | 0      | 0                   | 0                   | 0                   | —                        | —                        | —                        | 0     | 0     | 0      | 0,00               |
| AGOVV Apeldoorn · Países Bajos | 2.ª           | 2004-05       | 21    | 0     | 0      | 1                   | 0                   | 0                   | —                        | —                        | —                        | 22    | 0     | 0      | 0,00               |
| AGOVV Apeldoorn · Países Bajos | Total club    | Total club    | 21    | 0     | 0      | 1                   | 0                   | 0                   | 0                        | 0                        | 0                        | 22    | 0     | 0      | 0,00               |
| Dordrecht · Países Bajos | 2.ª           | 2005-06       | 0     | 0     | 0      | 0                   | 0                   | 0                   | —                        | —                        | —                        | 0     | 0     | 0      | 0,00               |
| Dordrecht · Países Bajos | Total club    | Total club    | 0     | 0     | 0      | 0                   | 0                   | 0                   | 0                        | 0                        | 0                        | 0     | 0     | 0      | 0,00               |
| Albirex Niigata Japón | 1.ª           | 2005          | 0     | 0     | 0      | 0                   | 0                   | 0                   | —                        | —                        | —                        | 0     | 0     | 0      | 0,00               |
| Albirex Niigata Japón | 1.ª           | 2006          | 14    | 1     | 0      | 4                   | 0                   | 0                   | —                        | —                        | —                        | 18    | 1     | 0      | 0,06               |
| Albirex Niigata Japón | 1.ª           | 2007          | 27    | 0     | 0      | 7                   | 1                   | 0                   | —                        | —                        | —                        | 34    | 1     | 0      | 0,03               |
| Albirex Niigata Japón | 1.ª           | 2008          | 31    | 0     | 0      | 8                   | 1                   | 0                   | —                        | —                        | —                        | 39    | 1     | 0      | 0,03               |
| Albirex Niigata Japón | 1.ª           | 2009          | 13    | 0     | 1      | 4                   | 0                   | 0                   | —                        | —                        | —                        | 17    | 0     | 1      | 0,00               |
| Albirex Niigata Japón | 1.ª           | 2010          | 33    | 0     | 0      | 8                   | 0                   | 0                   | —                        | —                        | —                        | 41    | 0     | 0      | 0,00               |
| Albirex Niigata Japón | 1.ª           | 2011          | 29    | 1     | 0      | 4                   | 0                   | 0                   | —                        | —                        | —                        | 33    | 1     | 0      | 0,00               |
| Albirex Niigata Japón | Total club    | Total club    | 147   | 2     | 1      | 35                  | 2                   | 0                   | 0                        | 0                        | 0                        | 182   | 4     | 1      | 0,02               |
| Sanfrecce Hiroshima Japón | 1.ª           | 2012          | 33    | 1     | 1      | 7                   | 0                   | 0                   | 3                        | 0                        | 0                        | 43    | 1     | 1      | 0,02               |
| Sanfrecce Hiroshima Japón | 1.ª           | 2013          | 34    | 1     | 1      | 8                   | 1                   | 0                   | 4                        | 0                        | 0                        | 46    | 2     | 1      | 0,04               |
| Sanfrecce Hiroshima Japón | 1.ª           | 2014          | 30    | 1     | 0      | 7                   | 0                   | 0                   | 6                        | 1                        | 0                        | 43    | 2     | 0      | 0,05               |
| Sanfrecce Hiroshima Japón | 1.ª           | 2015          | 36    | 1     | 0      | 8                   | 0                   | 0                   | 3                        | 1                        | 0                        | 47    | 2     | 0      | 0,04               |
| Sanfrecce Hiroshima Japón | 1.ª           | 2016          | 30    | 0     | 0      | 3                   | 0                   | 0                   | 5                        | 1                        | 0                        | 38    | 1     | 0      | 0,02               |
| Sanfrecce Hiroshima Japón | 1.ª           | 2017          | 31    | 0     | 0      | 4                   | 0                   | 0                   | —                        | —                        | —                        | 35    | 0     | 0      | 0,00               |
| Sanfrecce Hiroshima Japón | 1.ª           | 2018          | 11    | 2     | 0      | 2                   | 0                   | 0                   | —                        | —                        | —                        | 13    | 2     | 2      | 0,15               |
| Sanfrecce Hiroshima Japón | Total club    | Total club    | 138   | 4     | 2      | 31                  | 1                   | 0                   | 20                       | 3                        | 0                        | 189   | 8     | 2      | 0,04               |
| Nagoya Grampus Japón | 1.ª           | 2019          | 1     | 0     | 0      | 6                   | 0                   | 0                   | —                        | —                        | —                        | 7     | 0     | 0      | 0,00               |
| Nagoya Grampus Japón | 1.ª           | 2020          | 0     | 0     | 0      | 0                   | 0                   | 0                   | —                        | —                        | —                        | 0     | 0     | 0      | 0,00               |
| Nagoya Grampus Japón | Total club    | Total club    | 1     | 0     | 0      | 6                   | 0                   | 0                   | 0                        | 0                        | 0                        | 7     | 0     | 0      | 0,00               |
| Albirex Niigata Japón | 2.ª           | 2021          | 39    | 2     | 0      | —                   | —                   | —                   | —                        | —                        | —                        | 39    | 2     | 0      | 0,05               |
| Albirex Niigata Japón | 2.ª           | 2022          | 25    | 0     | 0      | —                   | —                   | —                   | —                        | —                        | —                        | 25    | 0     | 0      | 0,00               |
| Albirex Niigata Japón | 1.ª           | 2023          | 12    | 1     | 0      | 4                   | 0                   | 0                   | —                        | —                        | —                        | 16    | 1     | 0      | 0,06               |
| Albirex Niigata Japón | 1.ª           | 2024          | 8     | 1     | 0      | 4                   | 0                   | 0                   | —                        | —                        | —                        | 12    | 1     | 0      | 0,08               |
| Albirex Niigata Japón | Total Club    | Total Club    | 84    | 4     | 0      | 8                   | 0                   | 0                   | 0                        | 0                        | 0                        | 92    | 4     | 0      | 0,04               |
| Total carrera | Total carrera | Total carrera | 433   | 12    | 3      | 87                  | 3                   | 0                   | 20                       | 3                        | 0                        | 540   | 18    | 5      | 0,03               |
| (1) Incluye datos de Copa de los Países Bajos (2003-2006), Copa del Emperador (2010-Presente), Copa J. League (2010-Presente), Supercopa de Japón (2013-2014, 2016) y J2 League (2021-2022) (2) Incluye datos de Liga de Campeones de la AFC (2013-2014, 2016) y Copa Mundial de Clubes de la FIFA (2012, 2016). (3) No incluye goles en partidos amistosos. |               |               |       |       |        |                     |                     |                     |                          |                          |                          |       |       |        |                    |

### Selecciones

#### Participaciones en fases finales
| Competición                                | Categoría       | Sede          | Resultado | Partidos | Goles |
| ------------------------------------------ | --------------- | ------------- | --------- | -------- | ----- |
| Campeonato de Fútbol del Este de Asia 2013 | Selección mayor | Corea del Sur | Campeón   | 1        | 0     |
| Total                                      |                 |               |           | 1        | 0     |

### Resumen estadístico
|                       | Partidos | Goles | Promedio |
| --------------------- | -------- | ----- | -------- |
| Liga                  | 306      | 6     | 0,02     |
| Copas nacionales      | 67       | 3     | 0,04     |
| Copas internacionales | 20       | 3     | 0,15     |
| Selección de Japón    | 1        | 0     | 0,00     |
| Total                 | 394      | 12    | 0,03     |

## Palmarés

### Títulos nacionales
| Título             | Club                | País  | Año  |
| ------------------ | ------------------- | ----- | ---- |
| J1 League          | Sanfrecce Hiroshima | Japón | 2012 |
| Supercopa de Japón | Sanfrecce Hiroshima | Japón | 2013 |
| J1 League          | Sanfrecce Hiroshima | Japón | 2013 |
| Supercopa de Japón | Sanfrecce Hiroshima | Japón | 2014 |
| J1 League          | Sanfrecce Hiroshima | Japón | 2015 |
| Supercopa de Japón | Sanfrecce Hiroshima | Japón | 2016 |
| J2 League          | Albirex Niigata     | Japón | 2022 |

### Títulos internacionales
| Título                                | Club (*)           | Sede | Año  |
| ------------------------------------- | ------------------ | ---- | ---- |
| Campeonato de Fútbol del Este de Asia | Selección de Japón | Seúl | 2013 |

(*) Incluyendo la selección.